# Graue Wand (Venedigergruppe)
Die Graue Wand  ist ein 2816 m ü. A. hoher Berggipfel der Rosenspitzegruppe in der Venedigergruppe in Osttirol (Österreich). Sie liegt im Nordwesten Osttirols an der Grenze zwischen den Gemeinden St. Jakob in Defereggen und Prägraten am Großvenediger. Die Graue Wand wurde erstmals im Juli 1894 von J. Erlsbacher mit B. Troger bestiegen.

## Lage
Die Graue Wand besteht aus dem Nordgipfel (2882 m ü. A.) und dem Südgipfel (2816 m ü. A.) und ist aus grünen Chloritschieferplatten aufgebaut. Wenngleich es sich beim Nordgipfel um den höheren der beiden Gipfel handelt, wird der Südgipfel in Kartenwerken als Hauptgipfel der Grauen Wand geführt. Die Graue Wand befindet sich im Süden der Rosenspitzegruppe zwischen der Reichenberger Spitze (3030 m ü. A.) im Norden und dem Bachlenkenkopf (2759 m ü. A.) im Osten. Die Wände der Grauen Wand fallen nach Süden und Südwesten über die begrünten Sentenböden zum Trojeralmtal ab, im Nordosten erstreckt sich das Bachlenkenkar.

## Aufstiegsmöglichkeiten
Die Graue Wand ist ein alpinistisch zweitrangiges Ziel, hat jedoch als Kletterziel eine gewisse Bedeutung. Der Normalweg führt von der unweit südöstlich gelegenen Neuen Reichenberger Hütte zur Bachlenkscharte, von wo aus der Nordgrat an der Westseite mit Umgehung einiger Grattürme für den Aufstieg zum Nordgipfel genutzt wird (I). Der Südostanstieg über den Ostkamm auf den Südgipfel weist im Gipfelbereich ebenso wie der Gratübergang vom Bachlenkenkopf Stellen der Schwierigkeit II auf. 1956 wurde von A. und H. Treibisch erstmals auch die Südwand bestiegen (Schwierigkeit IV).